# ZONE BEST MEMORIAL CLIPS
『ZONE BEST MEMORIAL CLIPS』（ゾーン・ベスト・メモリアル・クリップス）は、日本のガールズロックバンド・ZONEの6作目の映像作品。

## 内容
前作『ZONE FINAL in 日本武道館 2005/04/01〜心を込めてありがとう〜』から11か月、ミュージック・ビデオ集としては前作『ZONE CLIPS 03〜2005 卒業〜』から1年ぶりの作品。
それまで発売されてきたシングル表題曲と「旅立ち…」のミュージック・ビデオが収録された解散1周年記念作品。
初回生産仕様盤には特典としてスリーブケースが同梱された。

## 収録映像曲
1. GOOD DAYS
2. 大爆発 NO.1
3. secret base〜君がくれたもの〜
4. 世界のほんの片隅から
5. 夢ノカケラ…
6. 一雫
7. 証
8. 白い花
9. true blue
10. H・A・N・A・B・I〜君がいた夏〜
11. 僕の手紙
12. 卒業
13. 太陽のKiss
14. glory colors 〜風のトビラ〜
15. 笑顔日和
16. believe in love
17. 僕はマグマ
18. 旅立ち